# Algoritmo de cubeta con goteo

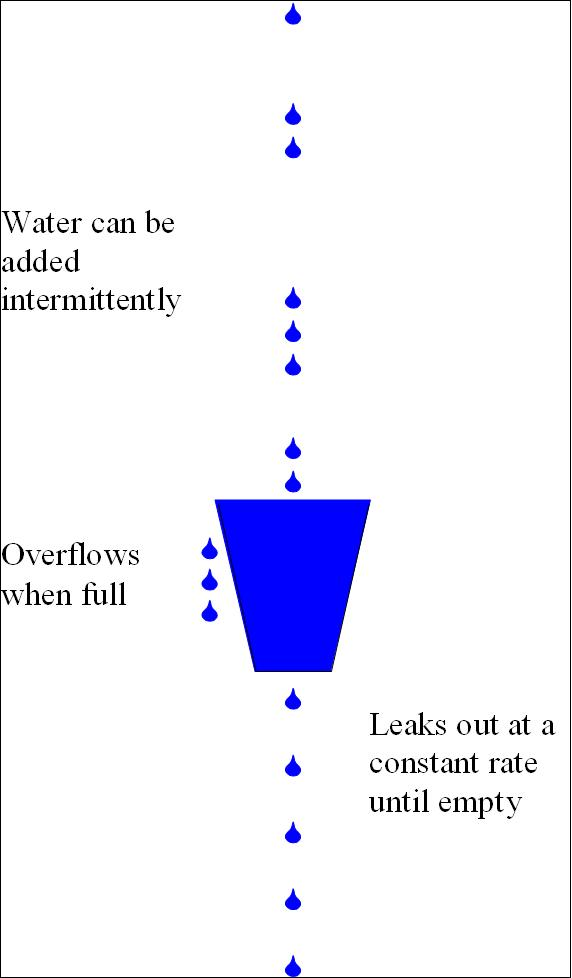
Figura 1: Analogía de la cubeta con goteo

La cubeta con goteo es un algoritmo  basado en una analogía de cómo un cubo con una fuga  se desbordará si, ya sea la velocidad promedio a la que la cubeta recibe gotas supera la velocidad a la que se vacía, o si más agua de la que es capaz de recibir la cubeta es vertida dentro de ella de una sola vez, y cómo el agua se desborda de la cubeta a una velocidad (casi) constante. Aplicando la analogía, la cubeta representa la capacidad máxima del servidor, el hoyo debajo de la cubeta la velocidad a la que se pueden despachar las peticiones, y el desbordamiento ocurre cuando el servidor es incapaz de despachar las peticiones.
Se utiliza en redes de comunicaciones y conmutación de paquetes, tanto en el conformado de tráfico como en las transmisiones de datos, en forma de paquetes, hasta límites definidos de ancho de banda y de ruptura (medida de desniveles o variaciones en el flujo de tráfico). También puede utilizarse como planificador de red para determinar el momento en el que las transmisiones cumplan con los límites establecidos para el ancho de banda y ruptura aplicados por la red. Una variante de la cubeta con goteo, el algoritmo de GCRA, es recomendada en redes asíncronas (ATM) para prevenir el exceso de tráfico en la red.